# Maurice René Fréchet
Maurice René Fréchet ([mɔʁis ʁəne fʁeʃɛ]; Maligny, 2 settembre 1878 – Parigi, 4 giugno 1973) è stato un matematico francese.
Ha prodotto alcuni dei maggiori contributi nello studio delle topologie degli insiemi di punti e introdotto l'intero concetto degli spazi metrici. Ha inoltre prodotto numerosi importanti contributi nei campi della statistica e della probabilità, come anche nel calcolo infinitesimale. Il suo lavoro ha determinato per intero la nascita dello studio dei funzionali sugli spazi metrici e introdotto la nozione di compattezza. Indipendentemente da Riesz, ha scoperto il teorema di rappresentazione nello spazio di Lebesgue delle funzioni a quadrato sommabile.

## Biografia

### Le origini
Nasce a Maligny da una famiglia protestante, figlio di Jacques e Zoé Fréchet. Il padre, alla nascita di Maurice direttore di un orfanotrofio protestante a Maligny, divenne ben presto direttore di una scuola protestante, tuttavia a causa delle scarse simpatie nei confronti dell'educazione religiosa da parte della nascente Terza Repubblica, che richiese la secolarizzazione degli istituti religiosi, egli perse il lavoro di lì a poco. Di conseguenza la madre fu costretta ad aprire un affittacamere per stranieri a Parigi. Suo padre fu successivamente in grado di riottenere una posizione di docente in un istituto secolare, ma non più una posizione dirigenziale che permettesse loro di sostenere il loro precedente tenore di vita.
Maurice frequentò il liceo Buffon a Parigi, alunno di Jacques Hadamard. Hadamard riconobbe il potenziale del giovane Maurice, del decise di seguire gli studi su base individuale. Anche dopo che Hadamard trasferì la propria docenza all'Università di Bordeaux nel 1894, continuò a scrivere a Fréchet, assegnandogli lo studio di problemi matematici e criticando aspramente i suoi errori. Molto più tardi Fréchet ammise che ricevere tali problemi lo costringesse a vivere in una condizione di ansia perenne derivante dal non saperli sempre risolvere tutti; ciononostante si disse assai grato di quella speciale relazione che gli permise di intrattenere un rapporto privilegiato con Hadamard.
Al completamento degli studi secondari, Fréchet dovette sostenere il servizio di leva. Fu in quel periodo che decise se studiare fisica o matematica, scegliendo quest'ultima per non dover studiare anche chimica; nel 1900 dunque, si iscrisse alla École normale supérieure per studiare matematica.
Cominciò a pubblicare molto presto, con le prime quattro pubblicazioni risalenti già al 1903. Alcuni dei suoi primi lavori furono pubblicati anche presso l'American Mathematical Society, grazie ai suoi contatti con alcuni matematici americani a Parigi, in particolare Edwin Wilson.

### Vita adulta
Fréchet insegnò in molti tipi di istituti durante la sua carriera accademica. Nel biennio 1907–1908 insegnò come professore di matematica al liceo di Besançon, quindi nel 1909 al liceo di Nantes e quindi nel decennio 1910-1920 all'Università di Poitiers.

### Prima guerra mondiale
Fréchet pianificava di passare un anno negli Stati Uniti all'Università dell'Illinois ma ciò gli fu impedito dallo scoppio della prima guerra mondiale nel 1914. Fu infatti arruolato il 4 agosto dello stesso anno. Grazie alla sua variegata conoscenza delle lingue, acquisita nel periodo in cui la madre gestiva l'affittacamere, poté fare da interpretere per l'esercito inglese. Ciononostante, il suo non era un ruolo privo di pericoli; per due anni e mezzo egli fu assegnati a posizioni molto vicine o addirittura sul fronte. I loro ideali egualitari spinsero molti accademici ad arruolarsi; molti di loro servirono in trincea perdendo tragicamente la vita. È significativo sottolineare che anche sotto le armi, Maurice riuscì in ogni caso a produrre nuovi lavori con una certa assiduità, nonostante il poco tempo a sua disposizione per dedicarsi agli studi.

### Dopo la guerra
Al termine dalla guerra, Fréchet fu scelto per andare a Strasburgo ad aiutare nella rifondazione dell'università. Ivi coprì il ruolo di professore di analisi superiore e di Direttore dell'Istituto di Matematica. Di nuovo, nonostante il pressante carico di lavoro amministrativo, egli fu in grado di produrre una gran quantità di significativi lavori di ricerca.
Nel 1928 Fréchet decise di tornare a Parigi grazie all'incoraggiamento di Borel, che era allora ordinario di Calcolo delle Probabilità e di Fisica Matematica alla Sorbona. Lì Fréchet coprì per un breve periodo la posizione di lettore presso la Fondazione Rockefeller della Sorbona e dal 1928 fu professore associato. Fu quindi nel 1933 promosso a ordinario (tenured) di Matematica Generale e di Calcolo Differenziale e Integrale nel 1935. Nel 1941 Fréchet succedette a Borel come ordinario di Calcolo delle probabilità e di Fisica Matematica, una posizione che coprì fino alla pensione nel 1949. Dal 1928 al 1935 Fréchet fu anche incaricato di tenere conferenze all'École normale supérieure; grazie a tale posizione Fréchet fu in grado di indirizzare un significativo numero di giovani matematici verso la ricerca in probabilità, tra i quali Doeblin, Fortet, Loeve, and Ville.
Nonostante i suoi significativi risultati, Fréchet non fu particolarmente apprezzato in patria. A titolo di esempio si può riportare il fatto che nonostante fosse stato nominato numerose volte, non fu eletto membro dell'Accademia delle Scienze che alla veneranda età di 78 anni. Nel 1929 divenne membro straniero dell'Accademia delle Scienze e delle Arti polacca e nel 1950 membro straniero dell'Accademia delle Scienze e delle Arti dei Paesi Bassi.
Fréchet era un esperantista e pubblicò alcuni lavori e articoli in tale lingua. Fu inoltre presidente della Internacia Scienca Asocio Esperantista ("Associazione Scientifica Internazionale Esperantista") nel triennio 1950–53.

## Pubblicazioni principali
Il suo primo lavoro importante fu la sua tesi di dottorato Sur quelques points du calcul fonctionnel (1906), sull'analisi dei funzionali. In essa Fréchet introdusse il concetto di spazio metrico (il termine si deve tuttavia ad Hausdorff). Il livello di astrazione di Fréchet è simile a quello tipico della teoria dei gruppi, con i teoremi dimostrati in sistemi assiomatici opportunamente selezionati, in maniera tale che essi siano poi applicabili a un gran varietà di casi particolari.
Segue una lista dei suoi lavori più importanti, in ordine cronologico:
- Sur les opérations linéaires I-III, 1904–1907 (Sugli operatori lineari)
- Sur la loi de probabilité de l'écart maximum, 1927 (Sulla legge di probabilità e la differenza massima)[5]
- Les Espaces abstraits, 1928 (Spazi astratti)
- Recherches théoriques modernes sur la théorie des probabilités, 1937–1938 (Ricerche teoriche moderne di teoria delle probabilità)
- Les Probabilités associées à un système d'événements compatibles et dépendants, 1939–1943 (Le probabilità associate a un sistema di eventi compatibili e dipendenti)[6]
- Pages choisies d'analyse générale, 1953 (Pagine scelte di analisi generale)
- Les Mathématiques et le concret, 1955 (La matematica e il concreto)

Alcune idee di Fréchet presero ispirazione dall'articolo Deux types fondamentaux de distribution statistique (Due tipi fondamentali di distribuzione statistica) del geografo, demografo and statistico ceco Jaromír Korčák.
Talvolta è attribuita a Fréchet l'introduzione della Disuguaglianza di Cramér-Rao, ma le note delle lezioni risalenti agli anni 40 che lo proverebbero sembrerebbe siano andate perdute.

## Vita privata
Nel 1908 sposò Suzanne Carrive.